# Czernidłaczek piaskowy
Czernidłaczek piaskowy, montagniówka piaskowa (Montagnea arenaria (DC.) Zeller) – gatunek grzybów z rodziny pieczarkowatych (Agaricaceae).

## Systematyka i nazewnictwo
Pozycja w klasyfikacji według Index Fungorum: Melanophyllum, Agaricaceae, Agaricales, Agaricomycetidae, Agaricomycetes, Agaricomycotina, Basidiomycota, Fungi.
Po raz pierwszy zdiagnozował go w 1815 r. Augustin Pyramus de Candolle nadając mu nazwę Agaricus arenarius. Obecną, uznaną przez Index Fungorum nazwę nadał mu S.M. Zeller w 1943 r.
Synonimy:
- Agaricus arenarius DC. 1815
- Montagnea arenaria (DC.) Zeller 1943 var. arenaria
- Montagnea arenaria var. macrospora D.A. Reid & Eicker 1991
- Montagnea delilei Fr. 1836
- Montagnites arenarius (DC.) Morse 1948
- Montagnites pallasii Fr. 1838

Nazwę polską zaproponował Władysław Wojewoda w 2003 r. błędnie synonimizując go z Montagnea radiosa (według Index Fungorum jest to odrębny takson). Wanda Rudnicka-Jezierska w 1991 r. opisywała ten gatunek pod nazwą montagniówka piaskowa Montagnea arenaria.

## Morfologia
Młody owocnik ma jajowaty kształt i otoczony jest osłoną. W trakcie rozwoju osłona pęka i wykształca się trzon, zakończony u góry tarczą podobna do kapelusza. Dojrzały owocnik przypomina wyglądem grzyb kapeluszowy.
Trzon
Wysokość 4–30 cm, grubość 0,3–2 cm, walcowaty, równogruby, prosty lub wygięty. U młodych owocników mięsisty, gładki i pełny, u starszych drewnowaty, wewnątrz pusty lub komorowaty, na zewnątrz włóknisty i rowkowany, czasami pokryty łuseczkami. Związany jest z podłożem długimi, białymi sznurami grzybniowymi. Powierzchnia początkowo biała, potem jasnóżółta lub żółtawa. W nasadzie zakończony jajowatą pochwą. Jej zewnętrzne części są płatowate i odstające.
Kapelusz
W kształcie płasko-wypukłej tarczy. Jej górna powierzchnia ma barwę od żółtej do brązowożółtej.
Blaszki
Liczne, gęste, o szerokości do 1,5 cm, czarne. Pomiędzy blaszkami znajduje się gleba. Owocnik przypomina wyglądem czernidłaka, ale jego blaszki nie rozpływają się, jak u czernidłaków.
Cechy mikroskopijne
Zarodniki jajowate, o wymiarach 18 × 12 μm, ciemnobrązowe, z dobrze widoczną porą rostkową. Podstawki gruszkowate lub maczugowate z czterema krótkimi sterygmami.

## Występowanie
Jest to gatunek dość pospolity na obszarach o klimacie ciepłym. Występuje w obydwu Amerykach, północnej Afryce, środkowej Azji, na Nowej Zelandii i w wielu krajach Europy. W Europie w górach dochodzi do wysokości 2000 m. W Polsce jest rzadki. Do 2003 r. podano 5 jego stanowisk. Znajduje się na Czerwonej liście roślin i grzybów Polski. Ma status E– gatunek wymierający. Znajduje się na listach gatunków zagrożonych także w Niemczech, Słowacji i Czechach.
Rozwija się głównie na piaszczystym podłożu na terenach otwartych, pastwiskach, murawach kserotermicznych. Owocniki wytwarza od lata do jesieni.